# Гехтер Максим Григорович
Максим Григорович Гехтер (1885–1947) — український політичний і громадський діяч, публіцист та дипломат. Член Революційної української партії (РУП). Криптоніми та псевдоніми: А., Г. Р., М. Г., М. П-ер, Г-ович, М. Г-р, М. Григорович, Економіст, Максим Литвин, Літописець, Мак., Максим, Меломан, Могар, Ольгін, Оптиміст, Рецензент, Робітник, М. Росьовий, М. Рузин, Ю. Яровий, М. Н., Nov., Nowus

## Життєпис
Народився 1885 року на Київщині, в єврейській родині. У 1905–1914 рр. — співпрацював з виданнями «Рада», «ЛНВ», «Економіст»; був редактором ЛНВ (1911–1912), один з ключових співробітників газет «Село» та «Засів». Згідно з Наказом №6 по Міністерству закордонних справ УНР від 11 січня 1919 р. увійшов до складу Надзвичайної дипломатичної місії УНР до Сполучених Держав Північної Америки як радник, був начальником інформаційного відділу Надзвичайної дипломатичної місії УНР в Данії, секретарем посольства УНР у Німеччині; інформував про культурне та політичне життя України в європейській пресі, перевидавався в журналах німецькою мовою, що виходили в Празі, — «Prager Presse» (1921—1938) і «Slavische Rundschau» (1929—1939).

## Автор праць
- М. Гехтер: Спогади. Листи до М. Грушевського: методический материал / М.Гехтер; Упоряд., вступ та прим.: І.Ткаченко ; Нац. акад. наук України, Ін-т укр. археографії та джерелознавства ім. М. С. Грушевського. — К. : Б. в., 2005. — 63 с. — Бібліогр. в підрядк. прим. — 6.00 р.
- Із статистики Украïни / Максим Гехтер. — Б.м. : [б. и.], б.г.. — 12 с.[4]